# Halsviksravinen
Halsviksravinen är ett naturreservat i Kramfors kommun i Västernorrlands län.
Området är naturskyddat sedan 1974 och är 79 hektar stort. Reservatet ligger med sin nordöstra del vid kusten och består av lövträdsrik barrnaturskog.